# Ochsental
Ochsental är en dal i Österrike.   Den ligger i förbundslandet Vorarlberg, i den västra delen av landet, 500 km väster om huvudstaden Wien. Ochsental ligger vid sjön Silvretta Stausee.
Trakten runt Ochsental består i huvudsak av gräsmarker. Runt Ochsental är det ganska glesbefolkat, med 24 invånare per kvadratkilometer.